# Pandanus tenuiflagellatus
Pandanus tenuiflagellatus är en enhjärtbladig växtart som beskrevs av Huynh. Pandanus tenuiflagellatus ingår i släktet Pandanus och familjen Pandanaceae.
Artens utbredningsområde är Madagaskar. Inga underarter finns listade.